# ADSL

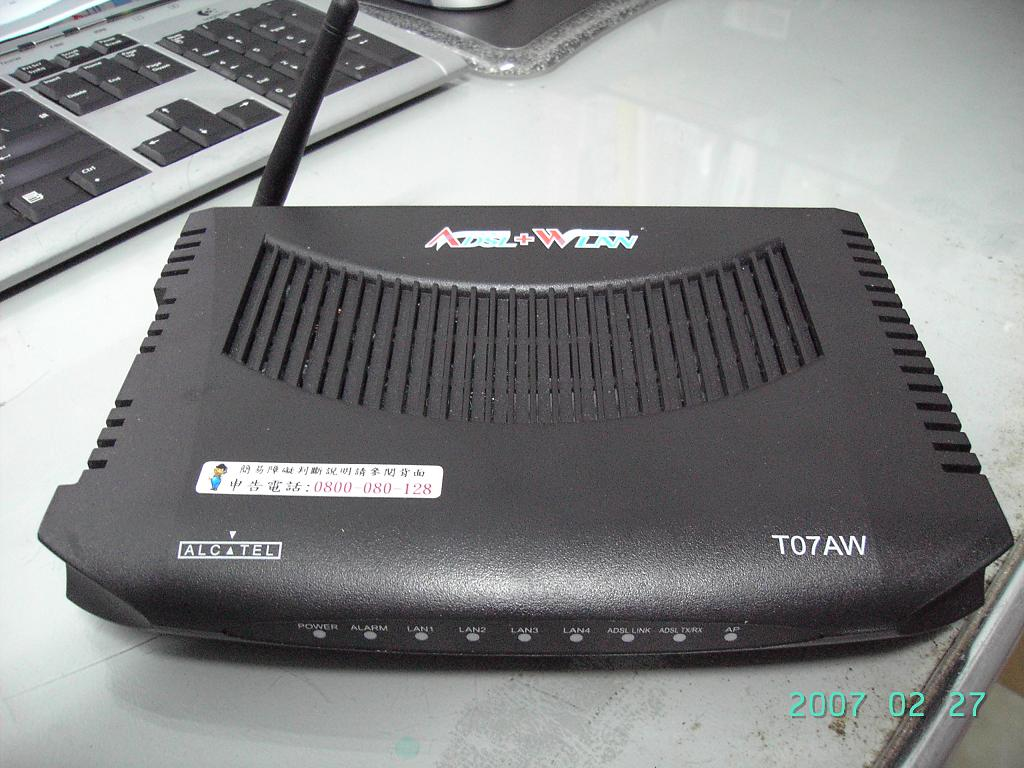
中華電信採用的ATU-R（ADSL數據機）「T07AW」內含WLAN功能

非對稱數位用戶線路又称非對稱數位用戶环路（Asymmetric Digital Subscriber Loop），是一種數位用戶線路，简称ADSL。ADSL是一種資料通訊技術，利用既存的電話線（銅線）提供比語音頻帶數據機（英語：Voiceband Modem）更高的傳輸速度。ADSL有別於與較不普及的SDSL，頻寬和位元率並不是對稱的，也就是說下行的速度高於上行的速度。供應商通常將ADSL視為一種網際網路存取服務，主要用來從網路下載內容，而不是供他人存取內容。

## 介绍

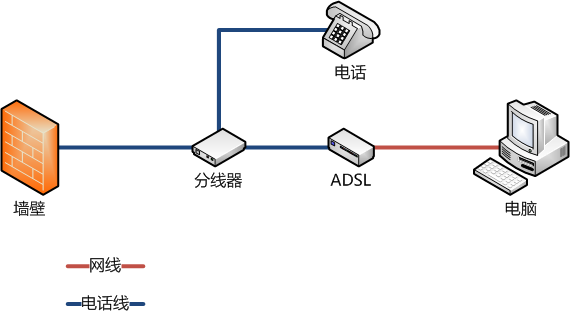
ADSL通常情况下的接线方法

ADSL是一个依靠铜质电话线的数据传输技术，快于传统的调制器。ADSL因为上行（从用户到电信服务提供商方向，如上傳动作）和下行（从电信服务提供商到用户的方向，如下載动作）頻寬不对称（即上行和下行的速率不相同）因此称为非对称数字用户线路。它采用频分多路复用技术把普通的电话线分成了电话、上行和下行三个相对独立的信道，从而避免了相互之间的干扰。通常ADSL在不影响正常电话通信的情况下可以提供最高3.5Mbps的上行速度和最高24Mbps的下行速度。

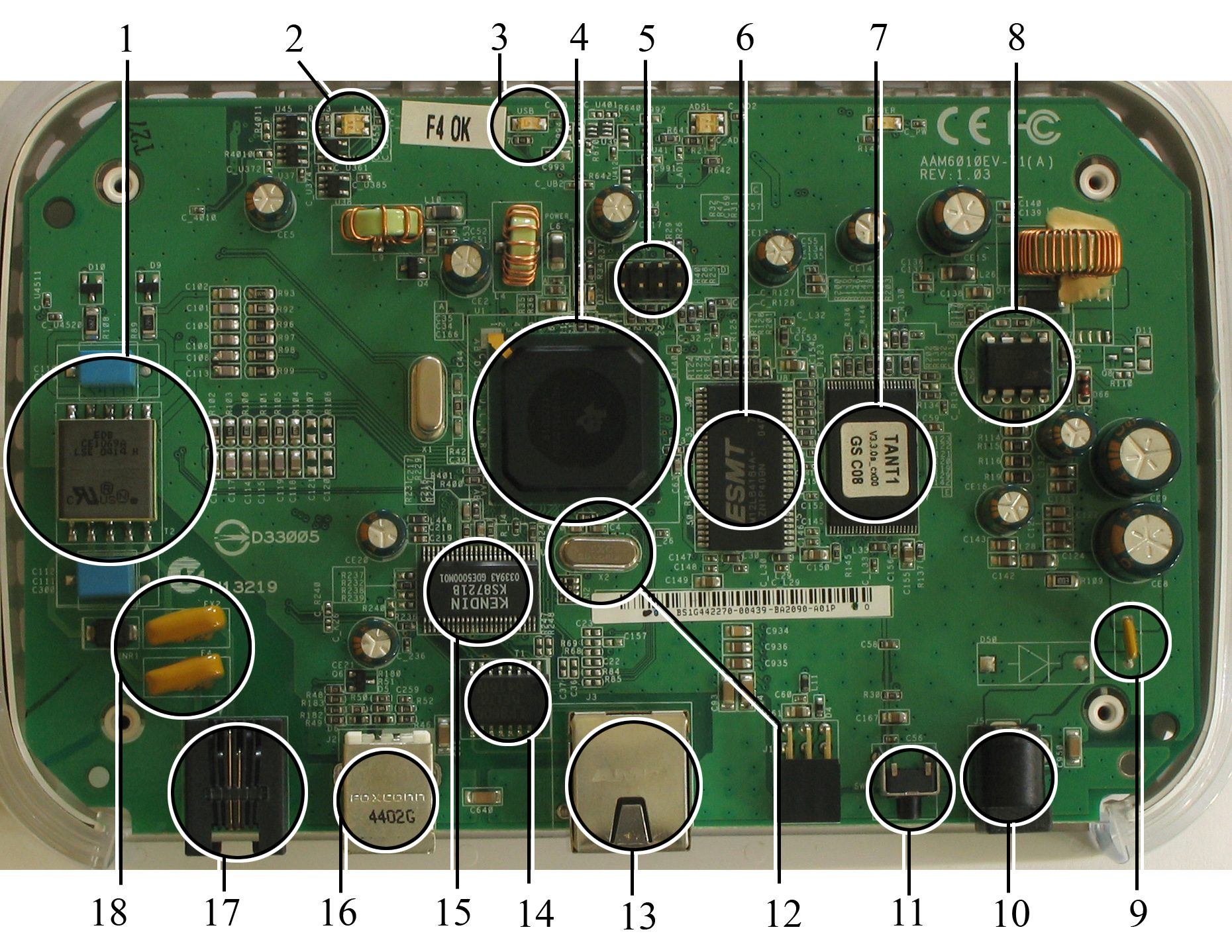
Netgear DG632 ADSL内部结构图

## 设备
ADSL是一种异步传输模式（ATM）。
在电信服务提供商端，需要将每条开通ADSL业务的电话线路连接在数字用户线路访问多路复用器（DSLAM）上。而在用户端，用户需要使用一个ADSL终端（和传统的调制解调器（Modem）类似）来连接电话线路。由于ADSL使用高频信号，所以在两端还都要使用ADSL信号分离器（splitter）将ADSL数据信号和普通音频电话信号分离出来，避免打电话的时候出现噪音干扰。
通常的ADSL终端有一个电话Line-In，一个以太网口，有些终端集成了ADSL信号分离器，还提供一个连接的Phone接口。
某些ADSL调制解调器使用USB接口与电脑相连，需要在电脑上安装指定的软件以添加虚拟网卡来进行通信。

ADSL電話線上的頻寬分配圖。PSTN為一般語音通話使用，Upstream為ADSL上行頻段，Downstream為ADSL下行頻段

## 标准

### 传输标准
由于受到传输高频信号的限制，ADSL需要电信服务提供商端接入设备和用户终端之间的距离不能超过5公里，也就是用户的电话线连到电话局的距离不能超过5公里。
ADSL设备在传输中需要遵循以下标准之一：
- ITU-T G.992.1（G.dmt）
  - G.dmt：全速率，下行8Mbps，上行896Kbps
- ITU-T G.992.2（G.lite）
  - G.lite：下行1.5Mbps，上行512Kbps
- ITU-T G.994.1（G.hs）
  - 可变比特率（VBR）
- ANSI T1.413 Issue #2
  - 下行8Mbps，上行896Kbps

还有一些更快更新的标准，但是目前還很少有電信服務提供商使用：
- ITU G.992.3/4
  - ADSL2下行12Mbps，上行1.0Mbps
- ITU G.992.3/4
  - Annex J ADSL2下行12Mbps，上行3.5Mbps
- ITU G.992.5
  - ADSL2+ 下行24Mbps，上行1.0Mbps
- ITU G.992.5
  - Annex M ADSL2+ 下行24Mbps，上行3.5Mbps

ADSL2+还可以支持线路bonding的方式，也就是给终端用户提供多个线路，总带宽是单个线路带宽的累计.支持bonding方式的应用很少，技术方面详见G.998.x或G.bonding
当电信服务提供商的设备端和用户终端之间距离小于1.3公里的时候，还可以使用速率更高的VDSL，它的速率可以达到下行55.2Mbps，上行19.2Mbps。

### 网络登录标准
ADSL通常提供三种网络登录方式：
- 桥接，直接提供静态IP
- PPPoA，基于ATM的点对点协议
- PPPoE，基于以太网的点对点协议

後两种通常不提供静态IP，而是动态的给用户分配网络地址。